# Le Nouveau Woody Woodpecker Show
Le Woody Woodpecker Show Woody Woodpecker (série, 2018)
Le Nouveau Woody Woodpecker Show est une série télévisée d'animation américaine de comédie animée basée sur la série de courts-métrages d'animation créée par le dessinateur et animateur Walter Lantz. Il a été créé et développé par l'animateur Bob Jaques, et co-développé par l'artiste de storyboard Kelly Armstrong. Jaques a co-réalisé les 13 premiers épisodes aux côtés d'Alan Zaslove, jusqu'au 14ème épisode, où Zaslove devient le seul réalisateur jusqu'à l'annulation de l'émission. Il a été produit par Universal Cartoon Studios et diffusé du 8 mai 1999 jusqu'au 27 juillet 2002 sur Fox Kids aux États-Unis.
En France, la série est diffusée sur TF1 dans TF! Jeunesse, sur Boomerang et sur Gulli.
Il s'agit d'une version mise à jour du Woody Woodpecker Show avec des personnages de la série originale et quelques nouveaux apparaissant dans leurs propres segments, d'une manière similaire aux courts métrages originaux de Looney Tunes de Warner Bros. Chaque épisode de 22 minutes se compose de trois segments, généralement deux avec Woody Woodpecker, et un avec Chilly Willy, avec Winnie Woodpecker et Knothead & Splinter également dans certains segments. 52 épisodes ont été produits, avec 157 segments.

## Doublage
- Mark Lesser : Woody Woodpecker (voix principale)
- Guy Piérauld : Woody Woodpecker (voix 1)
- Claude Chantal : Mademoiselle Meany
- Roger Carel : Buzz Buzzard, voix additionnelles
- Jean-Pierre Steimer : Wally le morse, voix additionnelles

## Personnages

### Woody Woodpecker
- Woody Woodpecker - Un pic épique espiègle qui vit dans une cabane dans les arbres donnant sur un immeuble d'appartements dans la grande ville. Sa personnalité reflète Tom Sawyer, paresseux et fou, souvent à la recherche de moyens de s'en sortir sans lever le petit doigt. Cela ne lui fait pas aimer ses rivaux, mais Woody ne prend pas leur résistance à la légère. Son père est écossais et Woody est fier de son héritage écossais.
- Buzz Buzzard - Une buse commune louche qui est toujours en train de concocter des escroqueries et des inconvénients sur Woody et Winnie, bien que les piverts le déjouent souvent.
- Wally Walrus - Un morse suédois qui vit dans l'appartement que Woody surplombe. Il est l'un des adversaires fréquents de Woody, bien qu'il soit antagoniste par snobisme soit à peu près aussi fréquent que Woody soit une nuisance à la recherche de nourriture ou de malice.
- Melle Meany - La propriétaire grincheuse qui possède le complexe d'appartements où vit Wally et que Woody surplombe. Elle est l'un des adversaires fréquents de Woody, et généralement plus mesquine que Wally. Souvent décrite comme une travailleuse acharnée qui prend son travail au sérieux et respecte les autorités.
- Winnie Woodpecker - Une femelle grand pic et la meilleure amie de Woody qui a tendance à se lancer dans ses propres mésaventures. Elle a une personnalité plus digne que celle de Woody.
- Knothead et Splinter - Le neveu et la nièce de Woody et Winnie, respectivement, une paire de jeunes piverts pilés qui ne peuvent s'empêcher de donner à leur oncle (et à quiconque) un moment difficile.
- Tweakey Da Lackey - Un canari domestique qui est généralement l'homme de main de Buzz, souvent réticent à ce sujet.

### Chilly Willy
- Chilly Willy - Un manchot sans voix qui vit en Antarctique, ses mésaventures résultent de ses efforts constants pour remplir son estomac vide et trouver un soulagement du froid. Malgré son comportement innocent, Chilly est tout à fait le fauteur de troubles.
- Smedley - Un chien de chasse qui est souvent en désaccord avec Chilly, bien que généralement décrit comme une figure d'autorité plus qu'un antagoniste. Il est très facile à vivre et ne brise généralement pas son attitude calme, mais Chilly pousse toujours la patience de Smedley au point de rupture.
- Chilly Lilly - Une femelle manchot qui est la petite amie de Chilly Willy et apparaît dans l'épisode Chilly Lilly.
- Maxie l'ours polaire - Un ours polaire qui est l'un des amis de Chilly. Il fait quelques apparitions.
- Sgt. Hogwash - Un officier militaire porcin qui opère dans une base gouvernementale dans l'Antarctique et est en proie à la malice de Chilly.
- Major Bull - Un taureau qui est le supérieur de Hogwash.

## Épisodes

### Les épisodes de la série
| Saison | Saison | Épisodes | Épisodes | Diffusé à l'origine | Diffusé à l'origine | Diffusé à l'origine |
| Saison | Saison | Épisodes | Épisodes | Première diffusion  | Dernière diffusion  | Chaîne              |
| ------ | ------ | -------- | -------- | ------------------- | ------------------- | ------------------- |
|        | 1      | 23       | 23       | 8 mai 1999          | 25 décembre 1999    |                     |
|        | 2      | 17       | 17       | 2 septembre 2000    | 23 décembre 2000    |                     |
|        | 3      | 13       | 13       | 4 mai 2002          | 27 juillet 2002     |                     |

### Saison 1 (1999)
- 01. La guerre des saucisses / Chilly se branche / Woody et le termite
- 02. Vacances bidons / Winnie aux urgences médicales / La chaîne à péage
- 03. Tempérament coléreux / La légende du pic de Rockabye / Cours intensif
- 04. Le bateau fantôme de Woody / Chauve qui peut / Woody se fait pigeonner
- 05. Tu vas manger ça ? / Chilly et l’affamé / Frère parasite
- 06. La fête des pères / Le camp du Buzard / On a changé Woody
- 07. Le festin royal de Wally / Chilly mexicain / Woody somnambule
- 08. Les petites têtes / Chilly, super star / Le traitement par le silence
- 09. La grande glisse / Chilly et la truite manteau de fourrure / Le simulateur
- 10. Bébé Buzard / L’appât et l’hameçon / Sale temps
- 11. Woody contre les distributeurs / On ira à Montezooma / Woody fait la poule
- 12. Woody joue et gagne / Winnie va au bal / Rendez-vous avec le destin
- 13. L’hôte de Woody / La nouvelle voiture de Winnie / Le voyage en train de Woody
- 14. Le concours de golf / Les extra-terrestres attaquent / Les chercheurs d’or
- 15. Bagarre de génies / Le trésor de la pyramide / Orchestre animal
- 16. Woody fait du dog-sitting / Prête à tourner, Monsieur Walrus / Tope là
- 17. L’espion / Le tournoi / La course fantôme
- 18. Signé, scellé, livré / Prête pour le lancement / La brebis galeuse de la station thermale
- 19. Woody contre-attaque / Chilly, champion sur glace / Les oncles s’affrontent
- 20. Le concurrent / Cours de ski / Coup de malchance à l’hôpital
- 21. Le voyage dans le temps / Winnie, détective privé / La route du pétrole
- 22. Tante Pecky / La maison de la terreur / Le forain fraudeur
- 23. Vacances bavaroises / Cuisine magicienne / La dernière place

### Saison 2 (2000)
- 24. Le mauvais côté de la rue / Chilly a faim / Les fourmis attaquent
- 25. Woody Père Noël / Un Noël très froid / La dernière chance de Noël
- 26. Safari Woody / Chilly dresse le dresseur / Woody monte sur les planches
- 27. Ça colle Woody / Chilly congèle / Ça va surfer
- 28. Woody est dans la course / La croisière surprise / La plume enragée
- 29. Le ballet nautique / Aux armes Chilly / Une livraison difficile
- 30. La tempête surprise / La méprise / Le témoin
- 31. Colère froide / Espèce menacée / T’as de beaux œufs !
- 32. Woody a le bec fin / Une soirée monstrueuse / Le festival de l’horreur
- 33. Cette place est prise / Chilly est dans le potage / Les premiers seront les derniers
- 34. Tête de mule / Le vœu qui fait mouche / Panique à l’auberge
- 35. Un coup de foudre / Ça roule Winnie ! / Le défi
- 36. Tel père mais pas tel fils / Chilly espion / Le clam glouton
- 37. L’escroc séducteur / Une drôle de mise en scène / Partie de pêche
- 38. Le stage de formation / Une super caisse ! / Woody star d’Hollywood
- 39. La Saint-Valentin / Chilly et Lilly / Le chevalier servant
- 40. Les douze mensonges de Noël

### Saison 3 (2002)
- 41. La vie de camping / Chilly est dans le bain / Woody ne perd pas la boule
- 42. Folie thérapie / Chilly à la pêche / Une nuit de hoquet
- 43. Woody, maître de karaté / Chilly ne manque pas d’air / Woody et ses roubles
- 44. Woody contre Woody / Le manège de Chilly / Woody hippie
- 45. Meany, en robot ? / Chilly aux fourneaux / Bien joué, Woody
- 46. Les singeries de Woody / Le barbecue de Chilly / Nettoyage de Printemps
- 47. Woody escroque les escrocs / Chilly star de hockey ! / Woody et Gabby
- 48. Woody en Polynésie / Chilly se met au chaud / Woody, le Roi du motocross
- 49. Le Woodpecker des cavernes / Chilly devient mannequin / Woody à la fête foraine
- 50. Woody fait du Baby-Sitting ! / Chilly voleur de bananes ! / Winnie et Woody surfent vers le paradis
- 51. Woody dans la jungle / Chilly fait de la plongée / Woody le survivant
- 52. Woody chez les pompiers / Chilly soldat / Woody devient coach
- 53. Woody au golf miniature / Chilly sur le toit du monde / Woody et le château hanté

## Successeur
Le 22 novembre 2018, Deadline Hollywood a annoncé qu'Universal 1440 Entertainment avait produit une nouvelle série animée 2D basée sur la franchise, qui a fait ses débuts le 3 décembre 2018 sur la chaîne YouTube officielle du personnage en VO.